# Liliana Daunes
Liliana Haydée Daunes -más conocida como -Liliana Daunes- (General Pico, 6 de junio de 1953) es una reconocida locutora y presentadora argentina.
Actualmente conduce Juana Pimienta en Radio Nacional y Espejos Todavía en FM La Tribu. También participa de Marca de Radio en Radio La Red.

## Biografía

### Inicios
En 1978 se graduó como locutora y comenzó su carrera en la radio, al aire en R FM 103.1. También se formó en actuación bajo la enseñanza de Alejandra Boero.

### Consagración
Logró el reconocimiento durante los años 80, en Anticipos en Radio Continental y Sin anestesia en Radio Belgrano.

### Activismo
Es reconocida como integrante del feminismo. Usualmente presta su voz para comunicados de diversos espacios activistas argentinos, como la Campaña Nacional por el Derecho al Aborto Legal, Seguro y Gratuito.
En 2017 sufrió censura por parte de Facebook, cuando la red social bloqueó su perfil, luego de que ella público una foto que muestra los pezones de una chica durante una marcha feminista.

## Trayectoria

### Radio
Radio Continental
- Anticipos[2]
- Estaciones

Radio Belgrano
- Sin anestesia

Radio Splendid
- Con medialunas y sin medias tintas

FM La Tribu
- Juana Pimienta[3]
- Pensamiento crítico
- Espejos todavía[4]

Palermo FM 94.7
- Vita-minas[5]

Radio Rivadavia
- Marca de Radio[6]

Radio La Red
- Marca de Radio

Radio de la Ciudad
- La rosa de los vientos / La rosa brindada

Radio Nacional
- Juana Pimienta[7]
- Noche tras noche
- Sonidos agitadóricos[8]
- 100 años de Radio

Nacional Folklórica
- Cuentos y relatos

Radio UNLP
- Gotas de luz
- Las mareadas

La Patriada FM 102.1
- Las mareadas

### Podcast
- Traficantes de Aire

## Premios y distinciones
- 2007: Premio Éter - Conducción femenina en AM - Liliana Daunes - La rosa de los vientos (Radio de la Ciudad) - Nominada
- 2008: Premio Éter - Especialista temático - Liliana Daunes - Marca de Radio (Radio La Red) - Nominada
- 2008: Premio Éter - Conducción femenina en AM - Liliana Daunes - La rosa brindada (Radio de la Ciudad) - Mónica de Carvalho - Todos en la madrugada (Radio Mitre) - Ganadoras[9]
- 2009: Premio Éter - Conducción femenina en AM - Liliana Daunes - Juana Pimienta (Radio Nacional) - Nominada
- 2010: Premios Martín Fierro - Mejor labor en locución femenina - Liliana Daunes - Marca de Radio (Radio La Red) - Nominada
- 2012: Premios Radio Nacional (Radio Nacional) - Trayectoria en radio - Liliana Daunes - Distinguida[10]
- 2012: Premio Éter - Conducción femenina en AM - Liliana Daunes - Sonidos agitadóricos (Radio Nacional) - Ganadora[11]
- 2013: Premio Lola Mora - Trayectoria profesional - Liliana Daunes - Distinguida